# Mohammad Naderi
Mohammad Naderi (pers. محمد نادری) – irański zapaśnik w stylu klasycznym. Srebrny medalista na igrzyskach azjatyckich w 1990. Mistrz Azji w 1987, srebrny medalista w 1989. Startował w kategorii 100 kg.